# Apalharpactes reinwardtii
Apalharpactes reinwardtii е вид птица от семейство Трогонови (Trogonidae). Видът е застрашен от изчезване.

## Разпространение
Видът е разпространен в Индонезия.